# Albumy numer jeden w roku 2012 (Węgry)
Rok 2012 był dwudziestym trzecim, w którym funkcjonowała lista najlepiej sprzedających się albumów na Węgrzech, Top 40 album-, DVD- és válogatáslemez-lista. 2 lipca 2012 roku, po zlikwidowaniu notowania DVD Top 20 lista, w to zestawienie włączone zostały także albumy DVD.

## Historia notowania
| Data publikacji | Album                                            | Wykonawca           | Źródło |
| --------------- | ------------------------------------------------ | ------------------- | ------ |
| 2 stycznia      | Az első X - Az élő show-k 10 legnagyobb kedvence | Tibor Kocsis        | [ 2 ]  |
| 9 stycznia      | Az első X - Az élő show-k 10 legnagyobb kedvence | Tibor Kocsis        | [ 3 ]  |
| 16 stycznia     | Az első X - Az élő show-k 10 legnagyobb kedvence | Tibor Kocsis        | [ 4 ]  |
| 23 stycznia     | Az első X - Az élő show-k 10 legnagyobb kedvence | Tibor Kocsis        | [ 5 ]  |
| 30 stycznia     | Old Ideas                                        | Leonard Cohen       | [ 6 ]  |
| 6 lutego        | Old Ideas                                        | Leonard Cohen       | [ 7 ]  |
| 13 lutego       | 21                                               | Adele               | [ 8 ]  |
| 20 lutego       | 21                                               | Adele               | [ 9 ]  |
| 27 lutego       | Last Minute                                      | Tamás Mihály        | [ 10 ] |
| 5 marca         | Last Minute                                      | Tamás Mihály        | [ 11 ] |
| 12 marca        | Last Minute                                      | Tamás Mihály        | [ 12 ] |
| 19 marca        | MDNA                                             | Madonna             | [ 13 ] |
| 26 marca        | MDNA                                             | Madonna             | [ 14 ] |
| 2 kwietnia      | 12 döntős                                        | Megasztár           | [ 15 ] |
| 9 kwietnia      | Kerítést bontok                                  | Ismerős Arcok       | [ 16 ] |
| 16 kwietnia     | Kerítést bontok                                  | Ismerős Arcok       | [ 17 ] |
| 23 kwietnia     | Kerítést bontok                                  | Ismerős Arcok       | [ 18 ] |
| 30 kwietnia     | Poklok és mennyek között                         | Kalapács            | [ 19 ] |
| 7 maja          | Flow                                             | ColorStar           | [ 20 ] |
| 14 maja         | Trespassing                                      | Adam Lambert        | [ 21 ] |
| 21 maja         | Másik világ                                      | László Benkő        | [ 22 ] |
| 28 maja         | File Under Zawinul                               | The Syndicate       | [ 23 ] |
| 4 czerwca       | Másik világ                                      | László Benkő        | [ 24 ] |
| 11 czerwca      | Belehalok                                        | Majka, Curtis i BLR | [ 25 ] |
| 18 czerwca      | Belehalok                                        | Majka, Curtis i BLR | [ 26 ] |
| 25 czerwca      | Living Things                                    | Linkin Park         | [ 27 ] |
| 2 lipca         | Living Things                                    | Linkin Park         | [ 28 ] |
| 9 lipca         | Living Things                                    | Linkin Park         | [ 29 ] |
| 16 lipca        | Irány az élet!                                   | Tibor Kocsis        | [ 30 ] |
| 23 lipca        | Living Things                                    | Linkin Park         | [ 31 ] |
| 30 lipca        | Dark Roots of Earth                              | Testament           | [ 32 ] |
| 6 sierpnia      | Belehalok                                        | Majka, Curtis i BLR | [ 33 ] |
| 13 sierpnia     | Mennydörgés                                      | Barbárfivérek       | [ 34 ] |
| 20 sierpnia     | File Under Zawinul                               | The Syndicate       | [ 35 ] |
| 27 sierpnia     | Ezeregy szefárd éjszaka                          | Bea Palya           | [ 36 ] |
| 3 września      | Belehalok                                        | Majka, Curtis i BLR | [ 37 ] |
| 10 września     | Hosszú az a nap                                  | Iván Szenes         | [ 38 ] |
| 17 września     | Big City Lights                                  | Lord                | [ 39 ] |
| 24 września     | ¡Uno!                                            | Green Day           | [ 40 ] |
| 1 października  | 2084                                             | Ákos                | [ 41 ] |
| 8 października  | 2084                                             | Ákos                | [ 42 ] |
| 15 października | 2084                                             | Ákos                | [ 43 ] |
| 22 października | 2084                                             | Ákos                | [ 44 ] |
| 29 października | 2084                                             | Ákos                | [ 45 ] |
| 5 listopada     | Rockmafia Debrecen                               | Tankcsapda          | [ 46 ] |
| 12 listopada    | Rockmafia Debrecen                               | Tankcsapda          | [ 47 ] |
| 19 listopada    | Celebration Day                                  | Led Zeppelin        | [ 48 ] |
| 26 listopada    | Christmas                                        | Michael Bublé       | [ 49 ] |
| 3 grudnia       | Rockmafia Debrecen                               | Tankcsapda          | [ 50 ] |
| 10 grudnia      | Christmas                                        | Michael Bublé       | [ 51 ] |
| 17 grudnia      | Christmas                                        | Michael Bublé       | [ 52 ] |
| 24 grudnia      | Christmas                                        | Michael Bublé       | [ 53 ] |